# Esmendes III
Esmendes III o Nesbanebdjed (ni-swbA-nb-Dd(t), "El del moltó, senyor de Mendes") va ser un Summe sacerdot d'Amon de Tebes durant el regnat del faraó Takelot I de la dinastia XXII d'Egipte.
| F20 · N35 | E10 | R11 | R11 | A52 |

| F20 · N35 | E10 | R11 | R11 | A52 |

El nom Esmendes és una hel·lenització del nom egipci Nesbanebdjed. El numero que apareix al seu nom serveix per a diferenciar-lo del fundador de la XXI dinastia, Esmendes I, i del seu predecessor i homònim el Summe sacerdot d'Amon Esmendes II
Esmendes III és un Summe sacerdot del qual se'n tenen poques referències. Se'l coneix principalment per alguns textos del nivell del Nil inscrits a la terrassa del culte de Karnak, on se l'anomena gran Summe d'Amon i fill del rei Osorkon I: apareix als números 17 (que data de l'any 8 d'un rei deliberadament omès), 18 (any 13 o 14 d'un rei omès) i al núm. 19 (any perdut, rei omès).
Malgrat la manca d'un registre concloent, és gairebé segur que el "rei Osorkon" pare d'EsmendesIII és Osorkon I. Si és així, Esmendes també era germà dels seus dos predecessors en el càrrec de Summe sacerdot, Iuwelot i Xoixenq C, i del rei Takelot I. Basant-se en el fet que el nivell anterior del Nil (núm. 16) va ser ordenat per Iuwelot i datat l'any 5 d'un rei sense nom que només pot ser Takelot I, s'ha conclòs que els tres nivells ordenats per Esmendes III es refereixen al mateix faraó.
Sobre la seva vida i els fets ocorreguts sota el seu mandat gairebé no se'n sap res. Com s'ha mostrat més amunt, va continuar amb la pràctica iniciada pel seu predecessor d'ometre el nom de Takelot I dels nivells del Nil, possiblement a causa d'una presumpta disputa dinàstica que es va produir a l'Alt Egipte després de la mort d'Osorkon I.
La paleta d'un escriba, actualment al Museu Metropolità de Nova York (47.123a–g), inscrita amb el nom d'un Summe sacerdot d'Amon anomenat Esmendes, probablement faci referència a ell més que no pas a Esmendes II. Una estatueta de bronze de genolls d'un Summe sacerdot d'Amon anomenat Esmendes, exposada al Museu Reial de Mariemont (ref. B242) podria representar a qualsevol dels dos sacerdots homònims.
La seva successió és incerta. Segons Kenneth Kitchen, cap al final del regnat de Takelot I Esmendes III va ser succeït per Harsiese A, un fill del seu germà Xoixenq C, que a més de Summe sacerdot d'Amon es va proclamar sobirà independent a Tebes. Aquesta hipòtesi va ser rebutjada per Karl Jansen-Winkeln que va demostrar que Harsiese A mai va ser Summe sacerdot d'Amon. Per tant, el successor d'Esmendes s'hauria de buscar en altres persones, potser en Nimlot C.